# پیر آگوست ساروس
پیر آگوست ساروس (به انگلیسی: Pierre-Auguste Sarrus) (زاده ۱۴ یا ۱۵ مارس ۱۸۱۳ – درگذشته ۳ مه ۱۸۷۶) موسیقی‌دان و مخترع فرانسوی بود.

## زندگی‌نامه
- او در ۲۳ سالگی وارد ارتش شد.
- ۲۷ نوامبر ۱۸۴۳: ساروس به عنوان فرمانده هنگ ۷۴ پیاده نظام منصوب می‌شود، این آغاز کار او در موسیقیدانی نظامی است.
- ۱۸ اوت ۱۸۴۶: عروسی با ملانی بلمیر.
- ۱۸۵۲: ساروس مدال نظامی را دریافت کرد.
- ۱۸۵۴: عضو تیم اعزامی به مشرق زمین (جنگ کریمه)، او مدال دو جرم را دریافت کرد.
- ۲ آوریل ۱۸۵۵: او به هنگ ۱۳ پیاده‌نظام می‌پیوندد.
- ۱۰ ژوئیه ۱۸۵۵: او به درجه افسری می‌گیرد.
- ۱۸۶۰–۶۱: عضو کمپین سوریه.
- ۱۸۶۳: او نشان افتخار درجه ۵ ترکیه و صلیب ویکتوریا را دریافت کرد.
- ۲۶ دسامبر ۱۸۶۴: او به عنوان شوالیه لژیون دونور انتخاب شد.
- ۱۰ ژوئیه ۱۸۶۷: ساروس بازنشسته می‌شود، سپس رئیس موسیقی (به عنوان ستوان) هنگ پیاده خط ۱۳ بود.

با این وجود، پیر آگوست ساروس به دلیل حرفه نظامی خود مشهور نیست، بلکه به دلیل اختراع یک ساز موسیقی برای جایگزینی ابوا و فاگوتدر موسیقی نظامی در سال ۱۸۵۶ مشهور است. او این ساز را ساخت و آن را با نام ساروسوفون به ثبت رساند.